# شاپرک برگ‌ساب تایوان
شاپرک برگ ساب تایوان (نام علمی: Acrocercops scriptulata) نام یک گونه از تیره شاپرک‌های برگ‌ساب است.